# Leah Williamson
Leah Cathrine Williamson (Milton Keynes, 29 maart 1997) is een Engelse voetbalster die uitkomt voor Arsenal in de Women's Super League. Ze is ook een vaste waarde in het Engelse nationale team. Doorgaans speelt ze als centrale verdediger, maar incidenteel ook als middenvelder. In de lijst van 100 beste vrouwelijke voetballers ter wereld over het jaar 2022 van The Guardian staat Leah Williamson op plaats 15.

## Clubcarrière
Als zesjarige begon Leah Williamson met voetballen bij Rushden & Diamonds in Irthlingborough. In 2006, op de leeftijd van negen jaar, stapte ze over naar Arsenal. Sindsdien heeft ze ononderbroken bij Arsenal gespeeld. Bij haar contractverlenging in januari 2022 verklaarde trainer Jonas Eidevall dat hij Williamson ziet als "een speler waar we Arsenal omheen kunnen bouwen". Haar langdurige contractperiode gaat gepaard met een sterke emotionele band met Arsenal: "In de allereerste plaats ben ik een supporter van deze club."
Op 30 maart 2014, één dag na haar zeventiende verjaardag, maakte Leah Williamson haar debuut in het eerste elftal van Arsenal, in de kwartfinale van de Champions League tegen Birmingham City. Met 200 wedstrijden (per 3 december 2022) is ze de speelster met de meeste wedstrijden aller tijden in het eerste elftal van Arsenal.

## Internationale carrière
Lean Williamson maakte haar debuut in het nationale A-elftal op 8 juni 2018 in de WK-kwalificatiewedstrijd Rusland-Engeland (1-3). Op 12 november 2019 was ze met haar eerste doelpunt voor de nationale A-selectie meteen matchwinner, toen ze in de 86ste minuut scoorde 3-2 scoorde in een vriendschappelijke wedstrijd tegen Tsjechië. In het najaar van 2021 werd Williamson voor het eerst aanvoerder van het Engelse elftal. Zelf noemt ze het aanvoerderschap van het Engelse nationale team de "meest begeerde rol in het voetbal".
In juli 2022 was Leah Williamson aanvoerder van het nationale elftal dat de eerste Europese titel voor Engeland in de geschiedenis veroverde. In de aanloop naar de finale benadrukte Williamson de maatschappelijke betekenis van het succes van het vrouwenelftal: "Met elk succes dat we behalen, met elke verandering in het oordeel of de visie [van hen die naar ons kijken] of met het openen van de ogen van iemand die nu ziet dat vrouwen gelijkwaardige capaciteiten hebben aan die van mannen, kunnen we een verandering teweegbrengen in de samenleving."
Door een kruisbandblessure opgelopen in april 2023 zal Leah Williamson het wereldkampioenschap voetbal in de zomer van 2023 aan zich voorbij moeten laten laten gaan.

#### Strafschop tegen Noorwegen
Als jeugdinternational kwam Williamson in de schijnwerpers te staan door een veelbesproken scheidsrechterlijke dwaling. In het kwalificatietoernooi voor het EK speelde Engeland O19 op 4 april 2015 tegen Noorwegen. Diep in blessuretijd mocht Engeland bij een achterstand van 2-1 een strafschop nemen. Williamson benutte de strafschop, maar de treffer werd afgekeurd vanwege te vroeg inlopen van een medespeelster. De spelregels schrijven voor dat de strafschop in dat geval opnieuw genomen mag worden. In plaats daarvan gaf de Duitse scheidsrechter Noorwegen een vrije trap, waardoor de wedstrijd voor Engeland verloren ging. Vier dagen later nam de UEFA echter de beslissing om de laatste zestien seconden van de wedstrijd over te laten spelen, te beginnen met de strafschop. Op de dag van de replay speelden Engeland en Noorwegen beide eerst hun derde groepswedstrijd. De uitslagen van die duels hielden in dat Engeland zich alleen nog zou plaatsen als Williamson de strafschop 's avonds zou benutten. Williamson had haar zenuwen in bedwang en scoorde ook de tweede keer.

### EK 2025
Op 6 juni 2025 werd Williamson opgenomen in de Engelse selectie voor op het EK 2025 in Zwitserland. Ze was aanvoerder gedurende het toernooi. Met haar land werd ze op 27 juli 2025 Europees kampioen door in de finale na penalty's af te rekenen met Spanje.

## Statistieken

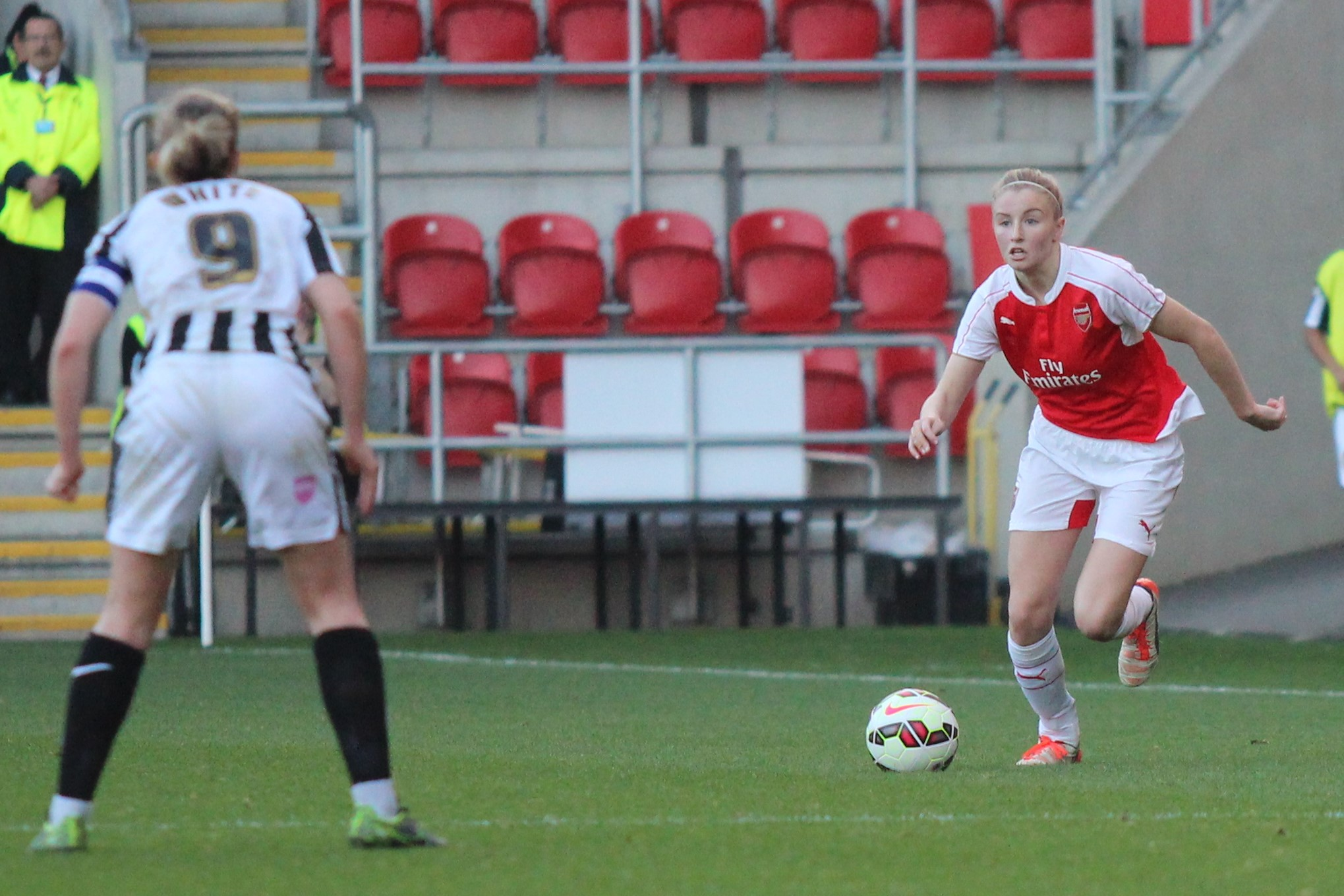
Leah Williamson tegenover Ellen White (Arsenal - Notts County, 1 november 2015)

### Club
Gegevens per 1 maart 2023.
| Seizoen | WSL | WSL | League Cup | League Cup | Seizoen | FA Cup | FA Cup | UWCL | UWCL | Totaal | Totaal |
| Seizoen | W   | G   | W          | G          | Seizoen | W      | G      | W    | G    | W      | G      |
| ------- | --- | --- | ---------- | ---------- | ------- | ------ | ------ | ---- | ---- | ------ | ------ |
| 2014    | 13  | 1   | 7          | 1          | 2013/14 | 4      | 0      | 1    | 0    | 25     | 2      |
| 2015    | 7   | 0   | 4          | 1          | 2014/15 | 2      | 0      | —    | —    | 13     | 1      |
| 2016    | 8   | 0   | 0          | 0          | 2015/16 | 3      | 0      | —    | —    | 11     | 0      |
| 2017    | 7   | 0   | —          | —          | 2016/17 | 2      | 0      | —    | —    | 9      | 0      |
| 2017/18 | 17  | 1   | 7          | 0          | 2017/18 | 3      | 0      | —    | —    | 27     | 1      |
| 2018/19 | 19  | 1   | 6          | 1          | 2018/19 | 2      | 0      | —    | —    | 27     | 2      |
| 2019/20 | 15  | 1   | 6          | 1          | 2019/20 | 4      | 0      | 2    | 0    | 27     | 2      |
| 2020/21 | 20  | 1   | 3          | 0          | 2020/21 | 4      | 1      | —    | —    | 27     | 2      |
| 2021/22 | 18  | 2   | 1          | 0          | 2021/22 | 2      | 0      | 7    | 1    | 28     | 3      |
| 2022/23 | 8   | 0   | 3          | 0          | 2022/23 | 2      | 0      | 5    | 0    | 18     | 0      |
| Totaal  | 132 | 7   | 37         | 4          |         | 28     | 1      | 15   | 1    | 212    | 13     |

1. ↑  Gegevens: Soccerway
2. ↑  Gegevens: Soccerway
3. ↑  Gegevens ontleend aan wedstrijdverslagen uit uiteenlopende bronnen. Ontbrekende verslagen: Yeovil Town - Arsenal (4 feb 2018) en London City Lionesses - Arsenal (18 feb 2018)
4. ↑  Gegevens: uefa.com

### Internationaal
Gegevens per 1 maart 2023.
| jaar   | Engeland | Engeland | Groot-Brittannië | Groot-Brittannië |
| jaar   | W        | G        | W                | G                |
| ------ | -------- | -------- | ---------------- | ---------------- |
| 2018   | 4        | 0        | —                | —                |
| 2019   | 10       | 1        | —                | —                |
| 2020   | 3        | 0        | —                | —                |
| 2021   | 7        | 1        | 3                | 0                |
| 2022   | 15       | 0        | —                | —                |
| 2023   | 2        | 2        | —                | —                |
| Totaal | 41       | 4        | 3                | 0                |

## Erelijst

### Club
- FA Cup: 2013/14 en 2015/16

- League Cup (Continental Cup): 2015, 2017/18, 2022/23 en 2024/25

- Landskampioenschap: 2018/19

- UEFA Women's Champions League: 2024/25

### Als international
- SheBelieves Cup: 2019[21]

- Arnold Clark Cup: 2022[22], 2023[23]

- Europees Kampioen: 2022[12]